# The Next Step (Fernsehserie)
The Next Step ist eine kanadische Reality Tanz-Fernsehserie von BBC Worldwide. Die Erstausstrahlung in Kanada war am 8. März 2013 auf dem Family Channel. Die deutsche Erstausstrahlung war am 6. April 2015 auf dem TV-Sender Nickelodeon.
Die Reality Tanz-Fernsehserie zeigt das Leben von jungen Teenagern, die alle ihren Traum leben wollen, einmal ein bekannter Profitänzer zu werden. Im Studio tanzen sie zeitgenössisches Ballett, Akrobatik, Hip-Hop, und Jazz.

## Handlung
Das „The Next Step“-Studio wird von den Choreographen „Miss Kate“ und „Chris“ geleitet. Es gibt verschiedene Tanz-Gruppen. Von der Baby-Gruppe, in der Kleinkinder tanzen, über die J-Gruppe der älteren Kinder, bis zur B-Gruppe, in der die Tänzer sind, die es nicht in die A-Gruppe geschafft haben, und schließlich die A-Gruppe, in der die Besten für den regionalen Wettbewerb tanzen. Das Vortanzen der A-Gruppe steht an. Bei diesem Vortanzen dürfen nur Mitglieder der B-Gruppe und der bisherigen A-Gruppe auftreten. Doch plötzlich taucht ein fremdes Mädchen namens Michelle auf. Sie trägt den Titel „Miss National Soloist“, was anfangs keiner weiß. Den E-Girls, einer Gruppe, die von Emily, dem bisherigem „Dance Captain“ der A-Gruppe gegründet wurde, passt dies so gar nicht. Emily versucht nun mit allen möglichen Mitteln, dass Michelle das Studio wieder verlässt oder rausgeworfen wird, da sie Mitglieder, die neu ins Team kommen, nicht leiden kann. Beim regionalen Wettbewerb scheidet das Next-Step-Studio nach der dritten Runde aus, alles scheint verloren. Doch James erwähnt die Wildcard, und tatsächlich erreicht das „The Next Step“-Studio doch noch das Halbfinale. Im Finale gewinnt The Next Step gegen Elite und darf somit am nationalen Wettbewerb teilnehmen.

### Staffel 2
Nach dem Gewinn des regionalen Wettbewerbs findet eine Party im A-Studio statt, dort werden die Tänzer aller Tanzgruppen im „The Next Step“-Studio eingeladen. Während der Proben taucht auf einmal Amanda, Kapitänin des Gegner-Studios Elite, auf. Eigentlich will sie nicht beim „The Next Step“-Studio tanzen, sie ist nur dort, um zu verhindern, dass das Studio bei dem nationalen Wettbewerb teilnehmen kann. Aber davon ahnt keiner etwas. Deshalb beschließt Kate, ein Vortanzen zu eröffnen, an dem auch Tänzer von anderen Studios teilnehmen können. Beim Vortanzen erscheint Michelles ehemaliger Freund Hunter. Nach dem Vortanzen gibt es tatsächlich eine neue A-Gruppe. Während Emilys Freundinnen Tiffany und Stephanie es nicht wieder in das Team schaffen, gelingt es Hunter und Amanda. Zufällig erfährt Emily etwas von Amandas Plan und erzählt es sofort ihrer Schwester Riley. Emily versucht das Vertrauen von Amanda zu gewinnen, der Plan geht jedoch nicht auf. Allerdings fliegt Amanda letztendlich doch noch auf und verlässt das Studio. Ihren Plan hat sie erfüllt, denn von 12 Tänzern sind nur noch neun übrig, einer zu wenig für den Wettbewerb. Es gelingt der Gruppe, Michelle mit einem Tanz-Flashmob in einem Einkaufszentrum zurückzugewinnen. So kämpft das Studio sich von Show zu Show bis in das Finale. Am Ende des Halbfinales verletzt sich Emily am Knie. Wieder einmal scheint alles verloren. Doch dann springt Amanda für Emily ein, da sie im Finale mittanzen und die Sabotage wieder gutmachen möchte. Ihr Studio Elite konnte sich über einen anderen regionalen Wettbewerb qualifizieren, schied aber erneut gegen The Next Step aus. Die Gruppe gewinnt zum ersten Mal den nationalen Wettbewerb, und das gegen den mehrfachen Sieger „Life Of Dance“, auch „Ladies Of Destruction“ genannt.

### Staffel 3 (Midseasonfinal)
Das Next-Step-Studio soll geräumt werden, denn Lucien, der Leiter des Elite-Studios, will das Studio kaufen. Da sie das nicht wollen, beschließen Kate, Phoebe und Lucien, eine Art Battle für die A-Gruppe zu machen. Elite gegen The Next Step. Wer mehr Tänzer des jeweiligen Studios in das internationale Team bringt hat gewonnen, und auch da wird von Lucien manipuliert, wo es nur geht. Das Next-Step-Studio hat aber am schluss mehr Tänzer in der Gruppe, also kann Kate das Studio behalten. Giselle wird der neue Dance-Captain. Wieder einmal gibt es eine neue A-Gruppe, allerdings ohne Emily, da sie sich von dem Studio verabschiedet. In der gesamten Staffel ist James hin- und hergerissen zwischen seiner Band und dem Tanz. Er entscheidet sich erst für die Band, dann allerdings fürs Tanzen. Nach den Internationalen entscheidet er sich doch für die Band. Es wird für den internationalen Wettbewerb trainiert. Darauf folgt eine Art Austauschprogramm, wobei das Next-Step-Studio eine Tänzerin namens Ella aus England aufnimmt und dadurch Amanda nach Schweden zu einem anderen Team geht. Sie wurde von Mrs Kate ausgesucht, da sie das Gefühl hatte, dass Amanda nicht für die internationalen Meisterschaften bereit wäre, und wurde zugleich als Ersatztänzerin eingestuft was Michelle auch betrifft. Michelles Eltern lassen sich scheiden, wodurch Michelle eigentlich mit ihrer Mutter nach Madison zurückzieht. Allerdings will sie The Next Step nicht verlassen und versäumt dadurch einiges an Training und ist durch die Scheidung immer mit den Gedanken woanders. Chloe verlässt die Truppe, weil sie durch ein Ballettcasting mit West ausgewählt wurde, in einem Ballettstudio zu tanzen. Ihr Ersatz wird Stephanie. Bei den internationalen Meisterschaften klaut Ella das Solo von Riley, wodurch Giselle anstatt Riley etwas neues zeigen muss. Im Finale sind Schweden und The Next Step. Nach den finalen Tänzen steht es Gleichstand und es müssen zur Entscheidung Duette getanzt werden. Riley und James holen somit den Sieg für The Next Step. Es herrschen Emotionen, da dies vermutlich der letzte Tanz für James ist.

### Staffel 4
Das The Next Step ist nun das beste Studio der Welt. Darum kommen viele neue Leute, um in der Audition für die neue A-Truppe zu zeigen, was sie können. Fast alle aus dem International Team verlassen The Next Step. Elite wurde geschlossen. Amanda und Michelle wollen zeigen, dass sie nicht nur Alternativen sind. James’ kleine Schwester schafft es auch in die A-Truppe. Ms. Kate verlässt das Studio, da ihr der Job als Jurorin in einer TV-Show in Großbritannien angeboten wurde. Das Studio übergibt sie an Riley, da sie großes Vertrauen in sie hat. Das bedeutet allerdings auch, dass Riley nun nicht mehr Tänzerin in der A-Truppe sein kann. Ihren Platz gibt sie an Amanda, da diese das Vortanzen verpasst hatte und ihr eine Chance geben möchte. Skylar und Cierra wollen beide zusammen in der A-Truppe tanzen, doch Cierra vermasselt das Vortanzen und nur Skylar schafft es. Für die Regionalen gibt es Neuheiten. So muss zum Beispiel ein Trio getanzt werden. Dafür werden Piper, Noah und Richelle ausgewählt. Außerdem kriegen West, James und Eldon das Angebot, bei einem Hip-Hop Battle in London zu tanzen. Sie sagen alle zu und nach einem romantischen Date mit Riley geht James mit West und Eldon nach London. Amanda entwickelt in der Zwischenzeit Gefühle für Noah. Währenddessen findet Riley heraus, dass Alfie ein Prinz aus der Schweiz ist.

## Figuren
- Emily (Alexandra Beaton) ist eine zeitgenössische Tänzerin, Rileys ältere Schwester und Anführerin der E-Girls (Emily-Girls). Sie ist Dance Captain, bis sie das Studio verlässt und zu Elite Dance geht. Nachdem sie zurück zum TNS-Studio kommt, wird sie, mit Michelle, Co-Captain. In der ersten Staffel war sie Eldons Freundin, macht jedoch mit ihm Schluss, als sie bemerkt, dass er Gefühle für Michelle hat. In der zweiten hegt sie Gefühle für Hunter und kommt auch mit ihm zusammen. Sie muss nach den Nationalen The Next Step verlassen, da sie sich schwer am Knie verletzt hatte. Sie macht eine starke Veränderung durch.

- Michelle (Victoria Baldesarra) ist ein neues Mädchen aus Madison, Wisconsin, welches nur versucht irgendwie in die Gruppe hinein zu finden. Nachdem Emily wieder im TNS-Studio ist, werden die beiden Co-Captain. In der zweiten Staffel verlässt sie das Studio wegen des ganzen Dramas, kommt aber zurück als sie bemerkt, dass ihr Leben nicht vollständig wäre ohne Tanzen und The Next Step als ihre Familie. Sie verliebt sich während der 1. Staffel in Eldon. Die beiden werden ein Paar, trennen sich jedoch am Anfang der 2. Staffel. Sie wird zweimal hintereinander Ms. National Soloist. In der 3. Staffel ist sie allerdings nur noch eine Ersatztänzerin/eine Alternative, da sie ihren frisch geschiedenen Eltern beim Umzug helfen muss. In der 4. Staffel will sie keine Alternative mehr sein und versucht sich mehr zu bemühen.

- Riley (Brittany Raymond) ist eine zeitgenössische Tänzerin und Emilys jüngere Schwester. Sie ist zu Anfang ein Mitglied der E-Girls, wird jedoch raus geworfen, nachdem sie etwas gegen Emily gesagt hat. Riley hilft Michelle Dance Captain zu werden. Sie ist in der ersten Staffel die feste Freundin von James, macht jedoch Schluss mit ihm, nachdem sie ihn und Beth hat küssen sehen. Kurz vor den Nationalen kommen sie wieder zusammen und tanzt ihr Duett bei den Nationalen. In der dritten Staffel schafft sie es ins Internationalteam, dies aber mit einem bitteren Nachgeschmack, da sie gegen James antreten musste. Sie holt zusammen mit James mit ihrem Duett den Sieg für The Next Step. In der 4. Staffel übergibt Ms. Kate ihr die Leitung des Studios.

- James (Trevor Flannagan-Tordjman) ist ein Breakdancer, der Probleme in Mathe hat. Er hatte schon viele Freundinnen, kommt jedoch später mit Riley zusammen. Riley macht jedoch mit ihm Schluss, nachdem sie ihn gesehen hat, wie er und Beth sich küssen. Er versucht allerdings wieder mit Riley zusammenzukommen. Schlussendlich schafft er es und kommt wieder mit ihr zusammen, und sie bekommen ihr Duett für die Nationalen wieder zurück. Er war mit Amanda und Beth schon mal vorher zusammen. In der dritten Staffel ist er kurzzeitig nicht in der A-Gruppe, da er gegen Riley hätte antreten müssen, was er jedoch abgelehnt hat, damit Riley noch tanzen kann. Als Shantel das Team verlässt, nimmt James ihren Platz im Internationalteam ein. Nach den Internationalen beschließt er The Next Step zu verlassen und mit seiner Band weiterzumachen.

- Eldon (Isaac Lupien) ist ein zeitgenössischer und der beste Tänzer im Studio. Er war für lange Zeit in Emily verliebt und kommt in der ersten Staffel auch mit ihr zusammen. Er entwickelt jedoch, nachdem er ein Duett mit ihr tanzte, Gefühle für Michelle. Er kommt in der zweiten Staffel mit Michelle zusammen, muss jedoch, nach einem verlorenen Duell gegen Hunter, mit ihr Schluss machen. In der dritten Staffel entwickelt er Gefühle für Thalia, kann jedoch nicht mit ihr zusammenkommen, solange er nicht 30 Pirouetten geschafft hat. Bei den Internationalen gibt es einen Pirouetten-Wettbewerb und nachdem er diesen gewinnt, werden er und Thalia ein Paar. Nach den Internationalen ist er zuerst unsicher ob er im The Next Step Studio bleiben soll, verlässt es aber letztendlich.

- Daniel (Brennan Clost) ist ein Ballett- und zeitgenössischer Tänzer. Er hat eine gute Technik, es fehlt ihm allerdings an Bühnenpräsenz. Er muss wegen seines Fußes das Studio verlassen. In der zweiten Staffel kommt er zurück ins TNS-Studio, geht jedoch wieder, weil er das Nationalsolo nicht bekam und es ihm im Superstar Dance Studio angeboten wurde. Bei den Nationalen verliert er gegen Eldon. Er bekam ein Angebot bei Juilliard vorzutanzen, er verpatzt es jedoch. Danach wechselt er zu Elite. Nach einem verlorenen Platz im Internationalteam wird er bei Elite herausgeworfen und kommt zu den Auditions, die entscheiden, wer Chloes Platz einnimmt. Er verliert gegen Stephanie.

- Stephanie (Samantha Grecchi) ist eine Jazz-Tänzerin und die beste Freundin von Emily. Ihre Eltern sind nicht so begeistert von ihrer Tanzkarriere. Sie vertraut Emily immer und steht ihr als einzige bei, als sie den Dance-Captain wählen. Sie wollte schon immer berühmt sein und da ihre Eltern immer abwesend sind, vertraut sie auf die Meinung von Kate, sie sieht sie wie eine Mutter. Sie hat es mit Emily versucht zu Elite Dance zu gehen, hat es aber nicht geschafft. Stephanie wollte schon immer ein Dreifachtalent sein (Sängerin/ Tänzerin/ Schauspielerin). Sie hat für eine Rolle in einer Serie vorgesprochen und sie bekommen. Sie lehnt sie jedoch ab, da die Dreharbeiten gleichzeitig mit den Regionalen sind. Nach den Auditions für die Nationalen wird Stephanie zusammen mit Tiffany aus der A-Gruppe geworfen und muss in die B-Gruppe. In der dritten Staffel als Chloe die A-Gruppe verlassen hat, gab es neue Auditions. Stephanie wollte erst nicht teilnehmen, wurde aber von Emily überredet. Nach ihrem Vortanzen sind alle einstimmig für sie, sie ist offiziell wieder in der A-Gruppe und darf zu den Internationalen. Sie ist die Sängerin des Liedes "Play the Game". (Small Group Audition mit der J-Gruppe)

- West (Lamar Johnson) ist ein ruhiger Hip-Hop-Tänzer. Er sagt öfters dumme Sachen und bringt damit immer alle zum Lachen. Er mag keinen Streit, deswegen sagt er nicht gerne seine Meinung, jedoch wenn er es tut sind die Leute meistens verwirrt. Er ist auch nach den Regionalen noch in der A-Gruppe, am Ende der zweiten Staffel küsst er Emily, nachdem sie die Nationalen gewonnen haben. Sie werden später jedoch "nur Freunde". Er schafft es auch nach den Nationalen wieder in die A-Gruppe. Nach den Internationalen verlässt er das Studio. Und machte bei einem Hip-Hop Battle einen Teil mit James und Eldon.

- Chloe (Jennifer Pappas) ist eine Ballett-Tänzerin, deren Eltern nicht das Geld für das Studio bezahlen können, weswegen sie einen Job hat und sich nicht vollkommen auf das Tanzen konzentrieren kann. Aber die A-Gruppe hilft ihr, da das Studio wie eine Familie ist. In der zweiten Staffel bekommt Chloe einen Job im Studio angeboten, sie soll kleine Kinder im Ballett unterrichten. Chloe hat Angst vor Kindern, weswegen dieser Job sehr schwer für sie ist. Eins dieser Kinder, Margie, wird für Chloe wie ein Schutzengel und hilft ihr ihre Angst gegen Kinder zu überwinden. Immer wenn Chloe Probleme hat, ist Margie da, um ihr zu helfen und sie auf den richtigen Weg zu bringen. In der dritten Staffel, als Chloe eine Rolle im Nussknacker angeboten bekommt und sie sich nicht entscheiden kann ob sie es annehmen soll oder nicht und West ihr rät die Rolle im Nussknacker anzunehmen (weil Margie ihm gesagt hat, er solle es tun), entscheidet sie sich für den Nussknacker. Nachdem sie es Miss Kate gesagt hat, kommt Margie und sie tanzen zusammen, nachdem der Tanz beendet ist verschwindet Margie, wie ein Engel.

- Tiffany (Tamina Pollack-Paris) ist eine Hip-Hop-Tänzerin und ein ehemaliges E-Girl. Sie ist eine großartige Schauspielerin. Als sich jeder für einen Dance-Captain entscheiden muss, wählt sie Michelle, was Stephanie und Emily sehr schockt und sie ihren Platz bei den E-Girls kostet. Sie schafft es nach den Regionalen nicht mehr in die A-Gruppe, da sie die Drehungen verpatzt. Sie ist die Sängerin des Liedes "Showstoppa". (Michelles National Solo)

- Giselle (Jordan Clark) ist eine Acrobatik-Tänzerin, sie kann aber auch alles anderen. Sie war zuerst in der A-Gruppe und Mitglied der E-Girls. Sie musste jedoch die E-Girls verlassen, da sie in die B-Gruppe zurückgestuft wurde. Sie wartete gleich an der Tür um wieder in die A-Gruppe zu kommen. Als Emily und Stephanie das Studio verlassen haben, gibt es eine Audition für die B-Gruppe um in die A-Gruppe zu kommen. Da Stephanie zurückkommt, ist nur noch ein Platz frei und Giselle, die eine der besten Freunde Emilys ist, bekommt ihn. Sie und Daniel sind zusammen aufgewachsen und als sie es nicht in die A-Gruppe schaffte, fühlte es sich für sie an, als würde sie ihn im Stich lassen. Giselle schaffte es ins Nationalteam und wurde in der dritten Staffel Dance-Captain. Nach dem Gewinn der Internationalen verlässt auch sie das Studio.

- Thalia (Taveeta Szymanowitcz) ist ein neues Mädchen der A-Gruppe, nachdem sie die Regionalen gewannen. Sie ist eine zeitgenössische Tänzerin von einem anderen Studio, welches schon mal die Nationalen gewonnen hat, dieses Jahr jedoch noch nicht einmal die Regionalen. In der zweiten Staffel machte sie ein Duett mit Giselle um James und Riley zu motivieren. Dieser Plan ging jedoch schief, und sie mussten erst einmal das Duett übernehmen, bis James und Riley wieder zusammenkommen. Außerdem hatten Giselle, Amanda und sie die Small Group, welche jedoch später an die Jungs ging, da Amanda das Studio verlassen hat. Sie schafft es auch in der dritten Staffel wieder in das Team. Und in der Vierten Staffel ist sie nach Polen umgezogen.

- Hunter (Zac Vran) kommt aus Madison und ist Michelles Ex-Freund. Emily und er versuchen Michelle eifersüchtig zu machen. Hunter fordert Eldon zum Dance-Battle heraus, der Gewinner bekommt Michelle, Hunter gewinnt und Eldon muss mit Michelle Schluss machen. Dieses Battle wurde von Amanda gefilmt, sie hat es Michelle gezeigt, die es später Miss Kate zeigt und allen anderen der A-Gruppe. Es wird entschieden, dass Hunter nun das Nationalsolo bekommt. Das führt dazu, dass Eldon ihn noch weniger mag als davor. Später führt Hunter Michelle auf ein Date und realisiert, dass er Gefühle für Emily hat, die zwei werden ein Paar. Bei einem weiteren Dance-Battle gegen Eldon verliert Hunter sein National Solo wieder. In der dritten Staffel schafft er es nicht in Internationalteam, da er wieder gegen Eldon antreten musste. Er geht zurück nach Madison.

- Amanda (Logan Fabbro) war Dance Captain beim Elite Studio. Sie wurde manchmal "Elite's alte Emily" genannt, dieser Name bezieht sich auf Emilys frühere Natur. In der zweiten Staffel tanzt sie für das National-Team vor und schafft es. Amanda hat das Dance-Battle von Hunter und Eldon gefilmt und zeigt es später Michelle. Sie ist nur bei The Next Step, um sie daran zu hindern,  zu den Nationalen zu kommen. Die anderen finden das heraus und schicken sie zurück zu Elite. Sie hatte früher einmal Verabredungen mit  James gehabt. Egal wie sehr sie mit The Next Step konkurriert und die anderen betrogen hat - irgendwie können die anderen ihr doch ein bisschen verzeihen und sie nimmt Emilys Platz im Nationalfinale ein, da diese wegen ihres verletzten Knies nicht tanzen konnte. In der dritten Staffel ist sie ein volles Mitglied vom TNS-Studio. Amanda schafft es auch ins Internationalteam, wird aber wegen eines Austausches, das jedes teilnehmende Studio der Internationalen machen muss, von Kate nach Schweden geschickt. Nachdem sie bei den Internationalen nur eine Ersatztänzerin war, möchte sie sich wieder verbessern und in die A-Gruppe kommen.

- Noah (Myles Erlick) ist ein Tänzer, der in der ersten Staffel ohne und in der zweiten gemeinsam mit Richelle in der J-Gruppe war und in der dritten gemeinsam mit Richelle in die A-Gruppe aufgenommen wird. Er schafft es in das Internationalsteam, anders als Richelle. Er hat sich in Abi (von Elite/ aus der B-Gruppe) verliebt, er musste gegen sie antreten für den Internationalplatz. Auch nach  den Internationalen schafft er es in die A-Gruppe. In der 4. Staffel war er mit Amanda zusammen.

- Richelle (Briar Nolet) ist eine Akrobatik-, Ballett- und zeitgenössische Tänzerin, die eines Tages mal Dance-Captain sein möchte, J-Gruppen Mitglied, sie hat an den Auditions für das Nationalteam teilgenommen zusammen mit Noah. Nachdem Emily das Studio wegen ihres Knies verlassen musste, durfte sie ihren Platz einnehmen. Sie verliert jedoch ihren Platz bei einem Battle an Max von Elite. Miss Kate ist jedoch so begeistert von Richelle, dass sie sie in die B-Gruppe "befördert". Sie ist in Noah verliebt, bis sie ihn essen sieht. Und nach den Nationalen hat sie es in der A-Truppe geschafft. Sie verliert jedoch im Battle gegen Max und schafft es nicht in das Internationalteam zu kommen.

- Cierra (Cierra Healey) ist eine zeitgenössische Tänzerin, die die ersten zwei Staffeln bei Elite war. Sie muss gegen ihre Schwester antreten um in das Internationalteam zu kommen und schafft es.

- Max (Devon Brown) ist ein Akrobatik Tänzer von Elite. Er kommt ihn die A-Gruppe, nachdem er gegen Richelle im Battle gewonnen hat.

- Shantel (Shantel Angela Vailloo) ist ein Singleplayer und interessiert sich nicht dafür, was andere über sie denken. In den ersten beiden Staffeln war sie bei Elite. Sie verlässt das TNS-Studio, nachdem sie gegen Giselle verloren hat und nicht Dance-Captain wurde.

- Kate (Bree Wasylenko) ist Leiterin und Inhaberin des The Next Step Studios, sie hat es von ihrer Mutter übernommen. Sie ist für manche im Studio wie eine zweite Mutter, vor allem für Stephanie. Sie hasst Lucian, den Besitzer von Elite. In der 4. Staffel wird ihr der Job als Jurorin in Großbritannien angeboten und sie verlässt The Next Step.

- Phoebe (Natalie Krill) ist neue Chef-Choreographin und Kates Schwester. Phoebe ist das komplette Gegenteil von Kate, sie ist lustiger, aber kann sehr sauer werden, wenn ihr jemand nicht zuhört was sie sagen will. Sie ist eine großartige Tänzerin und Choreographin.

- Beth (Megan Meckenizie) ist eine B-Gruppen-Tänzerin. Sie ist sehr verliebt in James und will ihn nicht alleine lassen. In der letzten Folge der ersten Staffel, sagt sie James, genau vor dem Auftritt, dass sie ihn liebt. In der zweiten Staffel fragt sie ihn oft um Hilfe beim Tanzen, sie denkt sie wäre mit ihm zusammen, aber James will sie davon überzeugen, dass er sie nicht liebt. Kurz vor den Nationalen gesteht sie sich ein, dass er Riley wirklich liebt und sie keine Chance bei ihm hat.

- Lucien (Allain Lupien) ist Inhaber und Choreograph des Elite Dance Studios. Er versucht alles um das The Next Step Studio zu zerstören.

- Chris (Shamier Anderson) ist ehemaliger Chef-Choreograph des Studios, bis er nach dem Regionalen in das 'Superstar-Studio' wechselt.

- Piper (Alexandra Chaves) ist die jüngere Schwester von James und eine zeitgenössische Tänzerin. Sie trat dem The Next Step Studio erst in der vierten Staffel bei, nach dem Austritt von James, weil sie nicht in seinem Schatten tanzen wollte, und schaffte es in die A-Gruppe. Sie erwischte Alfie und Riley beim Küssen.

## Besetzung
| Charakter      | Darsteller             | Staffeln       | Staffeln       | Staffeln       | Staffeln       | Staffeln       | Staffeln       | Staffeln       | Staffeln       | Staffeln       |
| Charakter      | Darsteller             | 1A             | 1B             | 2A             | 2B             | 3A             | 3B             | 4A             | 4B             | 5A             |
| -------------- | ---------------------- | -------------- | -------------- | -------------- | -------------- | -------------- | -------------- | -------------- | -------------- | -------------- |
| Piper          | Alexandra Chaves       |                |                |                |                |                |                | Hauptcharakter | Hauptcharakter | Hauptcharakter |
| Amy            | Shelby Bain            | Hauptcharakter | Hauptcharakter | Hauptcharakter |                |                |                |                |                |                |
| Henry          | Isaiah Peck            | Hauptcharakter | Hauptcharakter | Hauptcharakter |                |                |                |                |                |                |
| Noah           | Myles Erlick           | Gast           | Gast           | Wiederkehrend  | Wiederkehrend  | Hauptcharakter | Hauptcharakter | Hauptcharakter | Hauptcharakter | Hauptcharakter |
| LaTroy         | Akiel Julien           |                |                |                |                |                |                | Hauptcharakter | Hauptcharakter | Hauptcharakter |
| Jacquie        | Dylan Ratzlaff         | Hauptcharakter | Hauptcharakter | Wiederkehrend  |                |                |                |                |                |                |
| Ozzy           | Julian Lombardi        |                |                | Hauptcharakter |                |                |                |                |                |                |
| Lola           | Jessica Lord           | Hauptcharakter |                |                |                |                |                |                |                |                |
| Kingston       | Noah Zulfikar          | Hauptcharakter |                |                |                |                |                |                |                |                |
| Josh           | Dawson Handy           | Hauptcharakter |                |                |                |                |                |                |                |                |
| Richelle       | Briar Nolet            |                |                | Wiederkehrend  | Wiederkehrend  | Wiederkehrend  | Wiederkehrend  | Hauptcharakter | Hauptcharakter | Hauptcharakter |
| Zara           | Milaina Robinson       |                |                |                |                |                |                | Hauptcharakter |                |                |
| Heather        | Hanna Miller           | Gast           | Gast           | Hauptcharakter |                |                |                |                |                |                |
| Michelle       | Victoria Baldesarra    | Hauptcharakter | Hauptcharakter | Hauptcharakter | Hauptcharakter | Hauptcharakter | Hauptcharakter | Hauptcharakter | Hauptcharakter | Hauptcharakter |
| Emily          | Alexandra Beaton       | Hauptcharakter | Hauptcharakter | Hauptcharakter | Hauptcharakter | Wiederkehrend  | Wiederkehrend  | -              | Wiederkehrend  | Hauptcharakter |
| Daniel         | Brennan Clost          | Hauptcharakter | Wiederkehrend  | Hauptcharakter | Wiederkehrend  | Gast           | Gast           | Gast           | -              | Hauptcharakter |
| West           | Lamar Johnson          | Hauptcharakter | Hauptcharakter | Hauptcharakter | Hauptcharakter | Hauptcharakter | Hauptcharakter | Wiederkehrend  | Wiederkehrend  | Hauptcharakter |
| Eldon          | Isaac Lupien           | Hauptcharakter | Hauptcharakter | Hauptcharakter | Hauptcharakter | Hauptcharakter | Hauptcharakter | Wiederkehrend  | Wiederkehrend  | Wiederkehrend  |
| Riley          | Brittany Raymond       | Hauptcharakter | Hauptcharakter | Hauptcharakter | Hauptcharakter | Hauptcharakter | Hauptcharakter | Hauptcharakter | Hauptcharakter | Wiederkehrend  |
| James          | Trevor Tordjman        | Hauptcharakter | Hauptcharakter | Hauptcharakter | Hauptcharakter | Hauptcharakter | Hauptcharakter | Hauptcharakter | Hauptcharakter | Wiederkehrend  |
| Thalia         | Taveeta Szymanowicz    |                |                | Hauptcharakter | Hauptcharakter | Hauptcharakter | Hauptcharakter | Wiederkehrend  | Wiederkehrend  | Wiederkehrend  |
| Sloane         | Erika Prevost          |                |                |                |                | Hauptcharakter | Hauptcharakter | Gast           |                |                |
| Skylar         | Skylar Healey          |                |                | Wiederkehrend  | Wiederkehrend  | Hauptcharakter | Hauptcharakter | Gast           |                |                |
| Cierra         | Cierra Healey          | Hauptcharakter | Hauptcharakter | Wiederkehrend  | -              | -              |                |                |                |                |
| Giselle        | Jordan Clark           | Wiederkehrend  | Hauptcharakter | Hauptcharakter | Hauptcharakter | Hauptcharakter | Hauptcharakter | Wiederkehrend  | Wiederkehrend  | -              |
| Stephanie      | Samantha Grecchi       | Hauptcharakter | Hauptcharakter | Wiederkehrend  | Wiederkehrend  | Wiederkehrend  | Hauptcharakter | Wiederkehrend  | -              | -              |
| Tiffany        | Tamina Pollack-Paris   | Hauptcharakter | Hauptcharakter | Wiederkehrend  | Wiederkehrend  | -              | -              | Gast           | -              | -              |
| Amanda         | Logan Fabbro           | Gast           | Wiederkehrend  | Hauptcharakter | Hauptcharakter | Hauptcharakter | Hauptcharakter | Hauptcharakter | Hauptcharakter | -              |
| Cassie         | Allie Goodbun          |                |                |                |                |                |                | Hauptcharakter | Hauptcharakter | -              |
| Alfie          | Giuseppe Bausilio      | Hauptcharakter | Hauptcharakter |                |                |                |                |                |                | -              |
| Max            | Devon Brown            | Gast           | Gast           | Gast           | Gast           | Hauptcharakter | Hauptcharakter | Gast           | -              | -              |
| Chloe          | Jennifer Pappas        | Hauptcharakter | Hauptcharakter | Hauptcharakter | Hauptcharakter | Hauptcharakter | Gast           | -              | -              | -              |
| Hunter         | Zac Vran               |                |                | Hauptcharakter | Hauptcharakter | Wiederkehrend  | Gast           | -              | -              | -              |
| Kate           | Bree Wasylenko         | Wiederkehrend  | Wiederkehrend  | Wiederkehrend  | Wiederkehrend  | Wiederkehrend  | Wiederkehrend  | Wiederkehrend  | -              | Wiederkehrend  |
| Tyler          | Tyler Hutchings        |                |                |                |                | Wiederkehrend  | -              | Wiederkehrend  | -              | Wiederkehrend  |
| Danielle       | Danielle Ching         |                |                |                | Wiederkehrend  |                |                |                | -              |                |
| Jordan         | Jordan Letlow          | Wiederkehrend  |                |                |                |                |                |                | -              |                |
| Gail           | Lesley Faulkner        | Wiederkehrend  |                |                |                |                |                |                | -              |                |
| Theo           | Levi Ryann             | Wiederkehrend  | Wiederkehrend  | Wiederkehrend  | Wiederkehrend  | Wiederkehrend  |                |                |                |                |
| John           | Alex Zaichkwoski       | Wiederkehrend  | Wiederkehrend  | Wiederkehrend  | Wiederkehrend  | Wiederkehrend  |                |                |                |                |
| Patricia       | Kathryn Greco          | -              |                | Wiederkehrend  | Wiederkehrend  | -              |                |                |                |                |
| Chuck Anderson | Damian Goddard         | -              | Wiederkehrend  | -              | Wiederkehrend  | -              | Wiederkehrend  | -              | Wiederkehrend  |                |
| Luke           | Shane Harte            |                |                | -              | Wiederkehrend  | Wiederkehrend  | Wiederkehrend  | Wiederkehrend  |                |                |
| Jude           | Deshaun Clarke         |                |                |                | Wiederkehrend  | -              |                |                |                |                |
| Phoebe         | Natalie Krill          | Wiederkehrend  | Wiederkehrend  | Wiederkehrend  | Wiederkehrend  | -              | -              | Gast           |                |                |
| Ella           | Ella Gilling           |                |                | Wiederkehrend  | Wiederkehrend  | -              | -              | Gast           |                |                |
| Beth           | Megan Mackenzie        | Wiederkehrend  | Wiederkehrend  | Wiederkehrend  | Wiederkehrend  | Wiederkehrend  | Wiederkehrend  | -              |                |                |
| Gabi           | Rachel Riley           | Wiederkehrend  | Wiederkehrend  | Wiederkehrend  | Wiederkehrend  | Wiederkehrend  | Wiederkehrend  | Wiederkehrend  |                |                |
| Becca          | Jaclyn Riley           |                |                | Wiederkehrend  | Wiederkehrend  | Wiederkehrend  | Wiederkehrend  | Wiederkehrend  |                |                |
| Jake           | Jhaliel Swaby          | Wiederkehrend  | Wiederkehrend  | Wiederkehrend  | Wiederkehrend  | Wiederkehrend  |                | -              |                |                |
| Nick           | Nicholas Mairono       | Gast           | Gast           | Gast           | Gast           | Gast           | -              | -              | Wiederkehrend  |                |
| Chris          | Shamier Anderson       | Wiederkehrend  | Wiederkehrend  | Gast           | Gast           | -              | -              | -              | -              | -              |
| Lucien         | Allain Lupien          | Gast           | Wiederkehrend  | Wiederkehrend  | Wiederkehrend  | -              | Gast           | Gast           | -              |                |
| Charlie        | Robbie Graham          | Gast           | Gast           | Wiederkehrend  | Wiederkehrend  | -              | -              | -              | -              | -              |
| Shantel        | Shantel Angela Vailloo |                |                |                |                | -              | Gast           | -              | -              | -              |
| Abi            | Abigail Bergman        | Wiederkehrend  | Wiederkehrend  | -              |                | -              |                | -              |                |                |
| Shannon        | Shannon Rendall        | Wiederkehrend  | -              | -              |                | -              |                | -              |                |                |